# Liszt Ferenc utca (Győr)

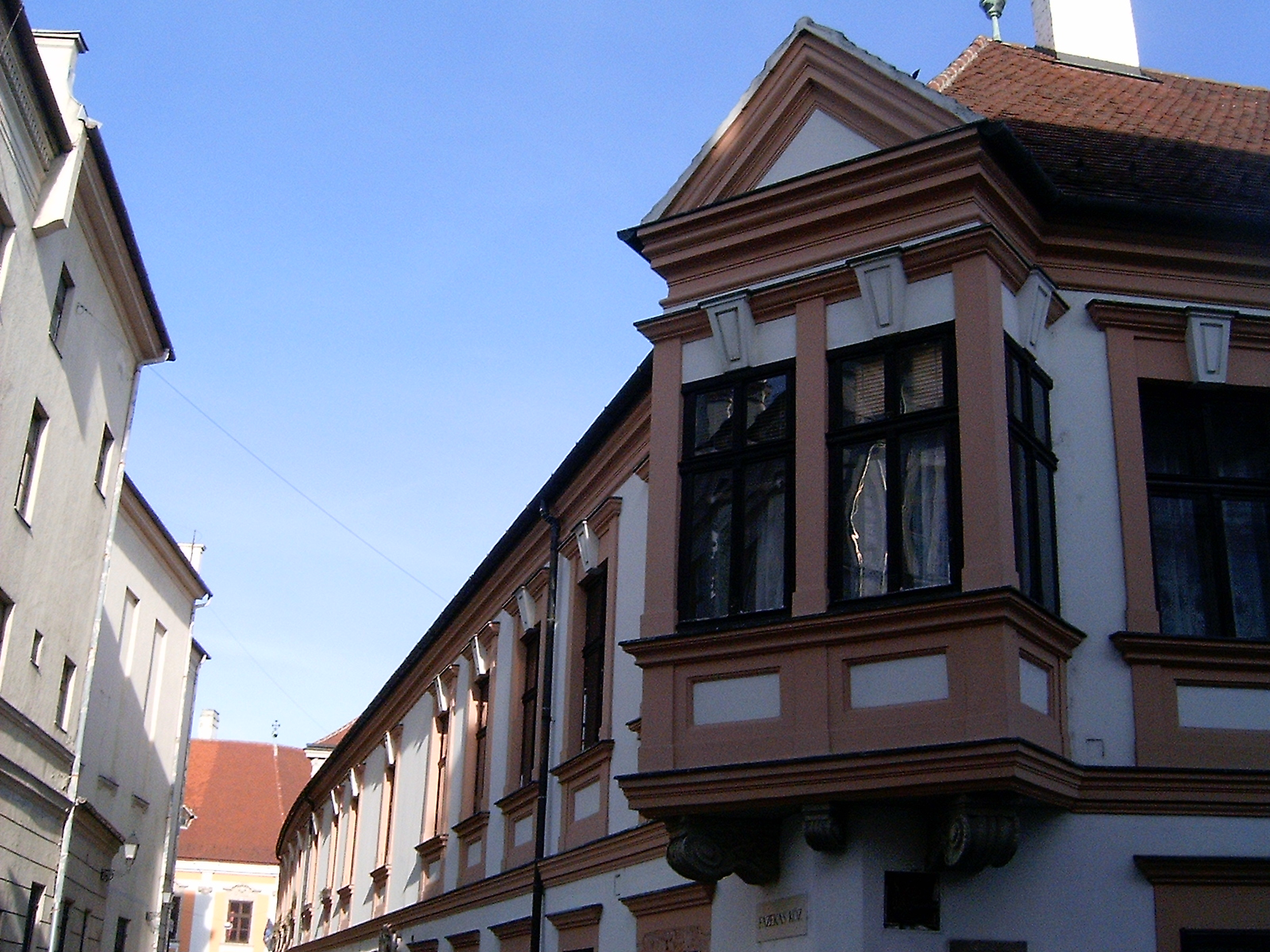
A Curia Nobilitaris

A Liszt Ferenc utca Győr óvárosában található, a Széchenyi tér délkeleti sarkától egészen a Belváros keleti pereméig húzódik.
A város műemlékekben leggazdagabb utcáinak egyike. Az utcát a XVII-XVIII. században Szent Adalbert utcának, majd később Megyeház utcának nevezték

## Látnivalók
Curia Nobilitaris (Liszt Ferenc utca 1.)
A gyönyörű barokk lakóház késő reneszánsz loggiás udvarával a város polgári építészetének egyik legjelentősebb emléke.
Lásd még a Széchenyi tér (Győr) című cikket!
Lakóház (Liszt Ferenc utca 2.)

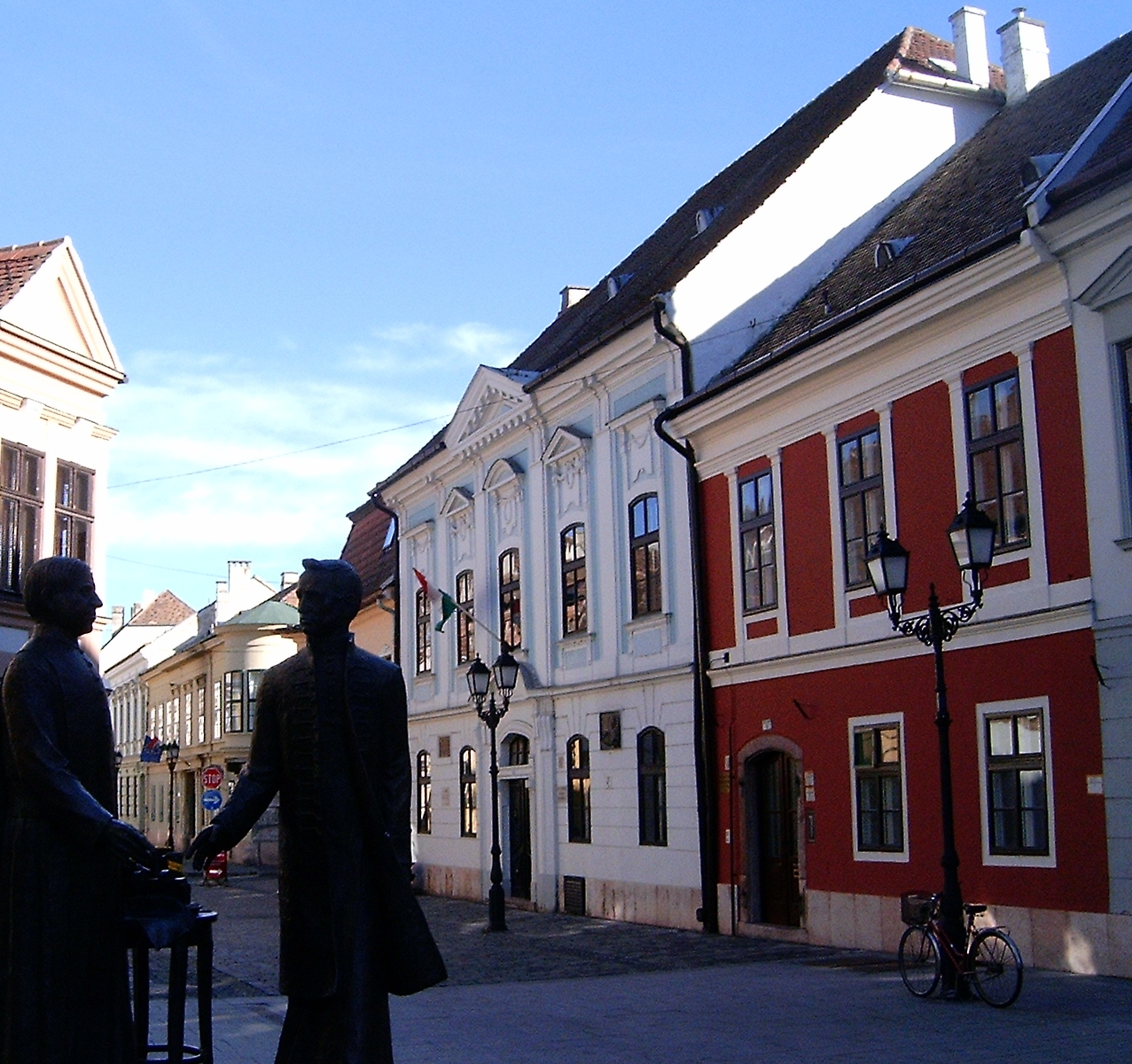
A Nemesi konviktus Jedlik Ányos és Czuczor Gergely szobrával

A XVIII. századi barokk lakóház szép sarokerkélye érdemel figyelmet.
Nemesi Konviktus (Liszt Ferenc utca 6.)
A palotaszerű épület copf homlokzatából a bejárat és az emeleti ablakok díszítései harmonikusan emelkednek ki. Az épület udvari szárnya XVII. századi, földszintje árkádos, emeletén toszkán oszlopos loggia maradványai . 1703-1777 közt működött itt a Nemesi Konviktus, majd 1852-ig a Királyi Főbb Rajzoló Iskola (a Révai Miklós Gimnázium jogelődje).Ma a Liszt Ferenc Zeneiskola otthona.
Liszt Ferenc utca–Teleki László utca négyerkélyes kereszteződése (Liszt Ferenc utca 5.,7.,8. és 10. lakóházak)

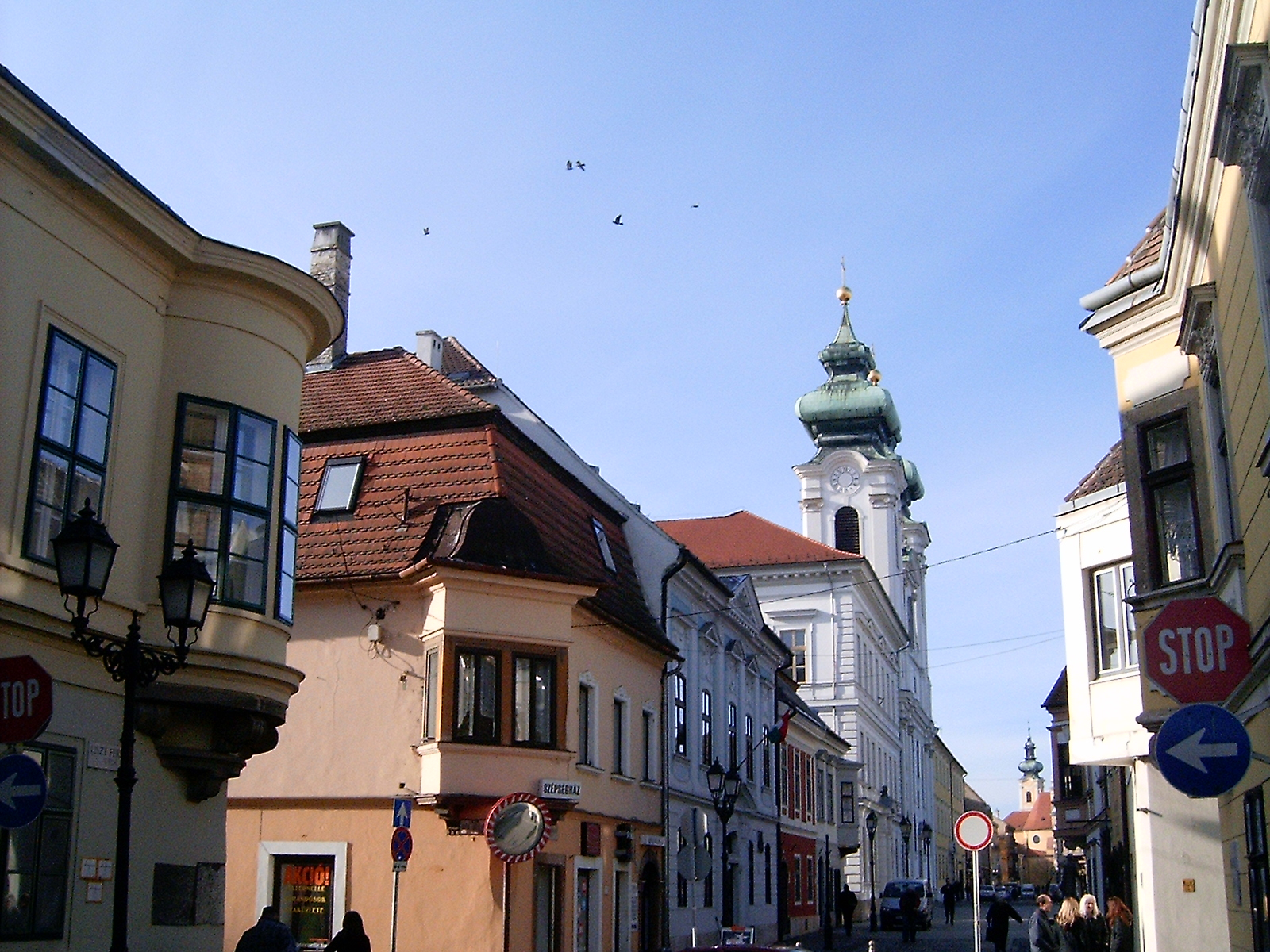
A négyerkélyes kereszteződés

A sarokerkélyek városának nevezett Győr több olyan csomóponttal rendelkezik, ahol kettő vagy akár három sarokerkély is található. Azonban ez az egyetlen olyan útkereszteződése, ahol mind a négy sarkon zárterkély található (ugyan az 5. számú épületen eredeti barokk díszétől megfosztottan). A 7-es számú épület eklektikus stílusú. A 10. számú mai formájában klasszicista, barokk eredetére csak a hengeres sarokerkély utal. Mai alakját 1820 körül nyerte az épület homlokzata, kapuja és hangulatos udvara, négy sarkán fülkés kiképzéssel.
Lakóház (Liszt Ferenc utca 11.)
A XVIII. századi barokk lakóháznak különösen szép zárterkélye figyelemre méltó.
Az épület után nyílik a térré szélesedő Nefelejcs köz, ahol a Magyar Ispita és a Szent Anna templom, valamint a Rómer-ház épületei találhatók. A kis köz folytatása a Gyógyszertár utca, mely a Széchenyi tér északkeleti részére vezet vissza. Az utcácska látnivalója a 4. szám alatti XIV. századi eredetű barokk lakóház, ami a város egyik legrégibb lakóépülete.
A Nefelejcs közben szemben nyílik dél felé a Liszt Ferenc utcából a Saru köz, melynek folytatása a Szűk köz, ami a Teleki László utcáig vezet. Ezen kis közök a középkori városszerkezet maradványai.
Rigófészek-ház (Liszt Ferenc utca 14.)
A Saru köz sarkán álló eklektikus lakóház nevét az épület sarkán lévő Rigófészek cégérről kapta.

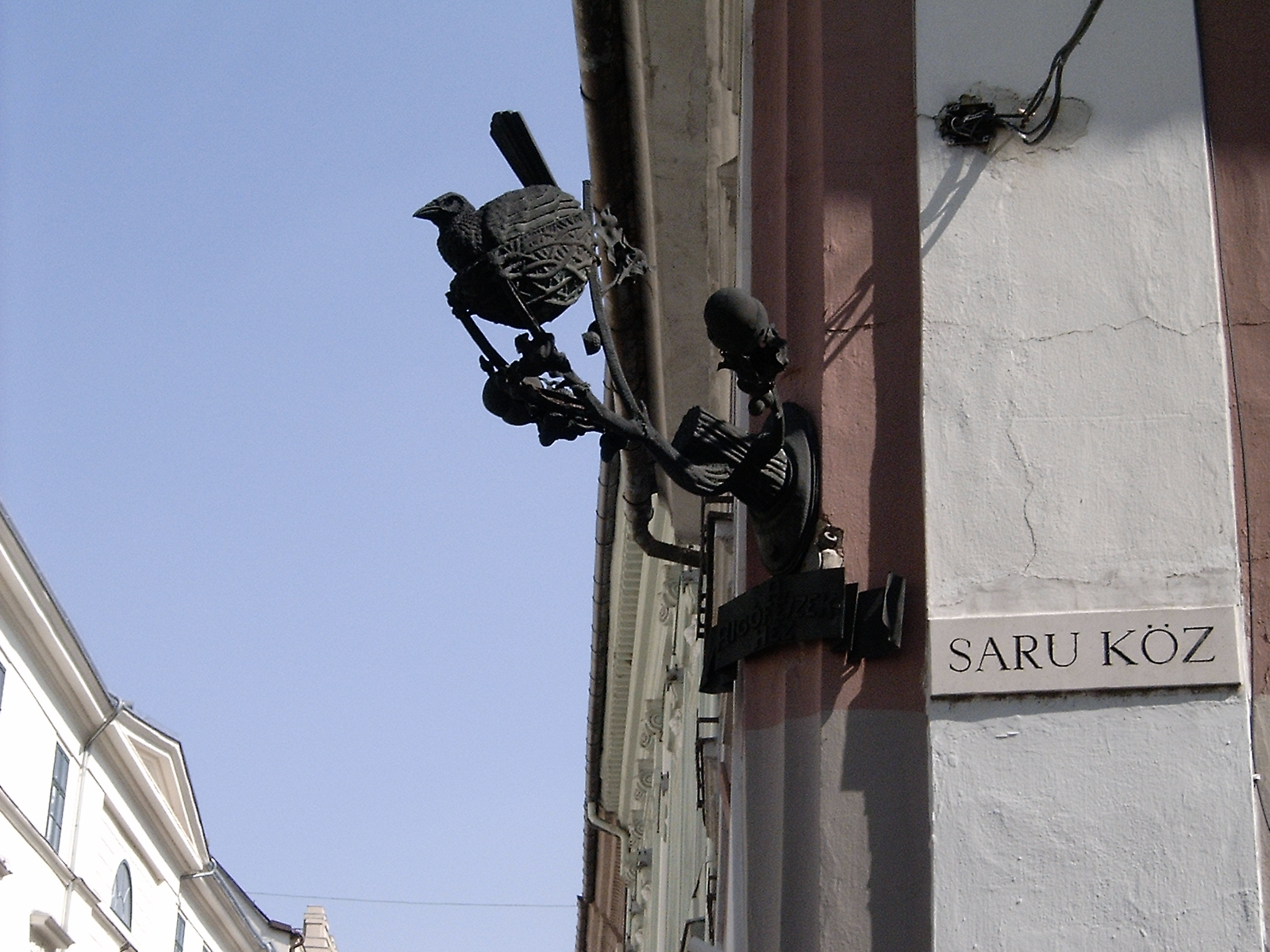
A Rigófészek-cégér

Régi Megyeháza (Liszt Ferenc utca 13.)
Az épület helyén állt a középkori Szent István-plébániatemplom, melyet 1614-ben a Győrbe másodszor telepített ferencesek kaptak. Ők építettek kolostort hozzá. (A ferencesek első temploma és rendháza a Rákóczi utca 37. számú klasszicista épület helyén volt.) 1654-ben tűzvész pusztította el, de 1673-ra a templomot újjáépítették. 1683-ban itt szállt meg Sobieski János lengyel király. 1710-re teljesen felépült az új rendház is a templom keleti oldalán, a megyeháza mai hangulatos udvara az ekkor épült rendházudvar. 1786-ban a szerzetesrendek feloszlatása után a rendház katonai célokat szolgált, a templomot pedig gabonaraktárként használták. 1826-ban Győr vármegye vette meg, ekkor alakították klasszicista stílusban megyeházává. Ezt a funkciót egészen 1971-ig látta el, amikor felépült a Városház téren az új Megyeháza. Ma Győr-Moson-Sopron megye Levéltára működik az épületben.
Lakóház (Liszt Ferenc utca 16.)

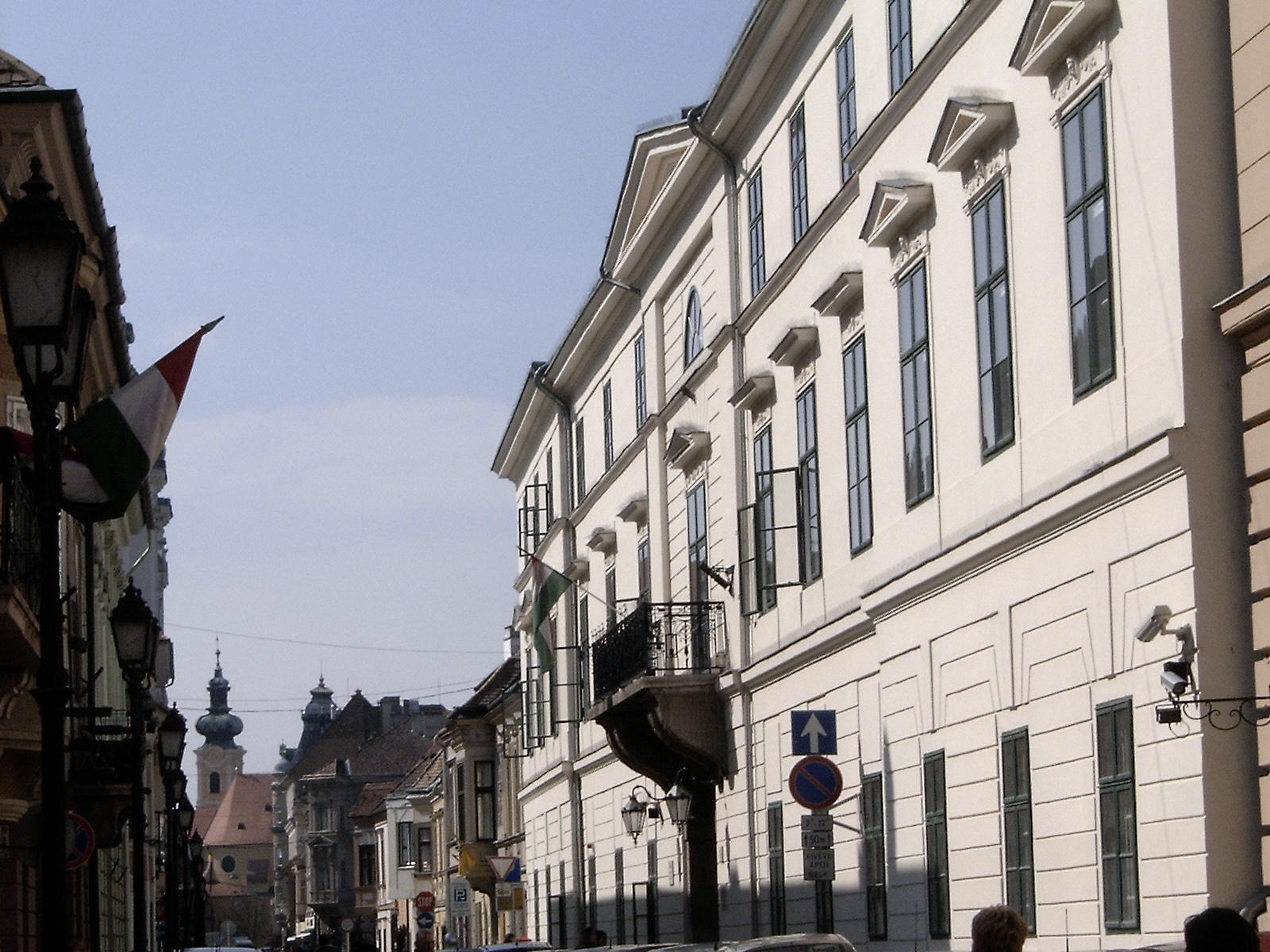
A Liszt Ferenc utca északi házai előtérben a Régi Megyeházával

Egyemeletes XVIII. századi eredetű kora eklektikus épület, homlokzata klasszicista hatású. Az emeleti ablakok felett magtár ablaksort találunk. A XIX. században gabonakereskedő háza volt, kiépített magtárral.
Lakóház (Liszt Ferenc utca 18.)
Eklektikus lakóház, klasszicista hatású homlokzattal. Kapuja felett kovácsoltvas rácsos nyitott
erkély húzódik. Az épület XVIII. századi eredetű.
Zichy-palota (Liszt Ferenc utca 20.)

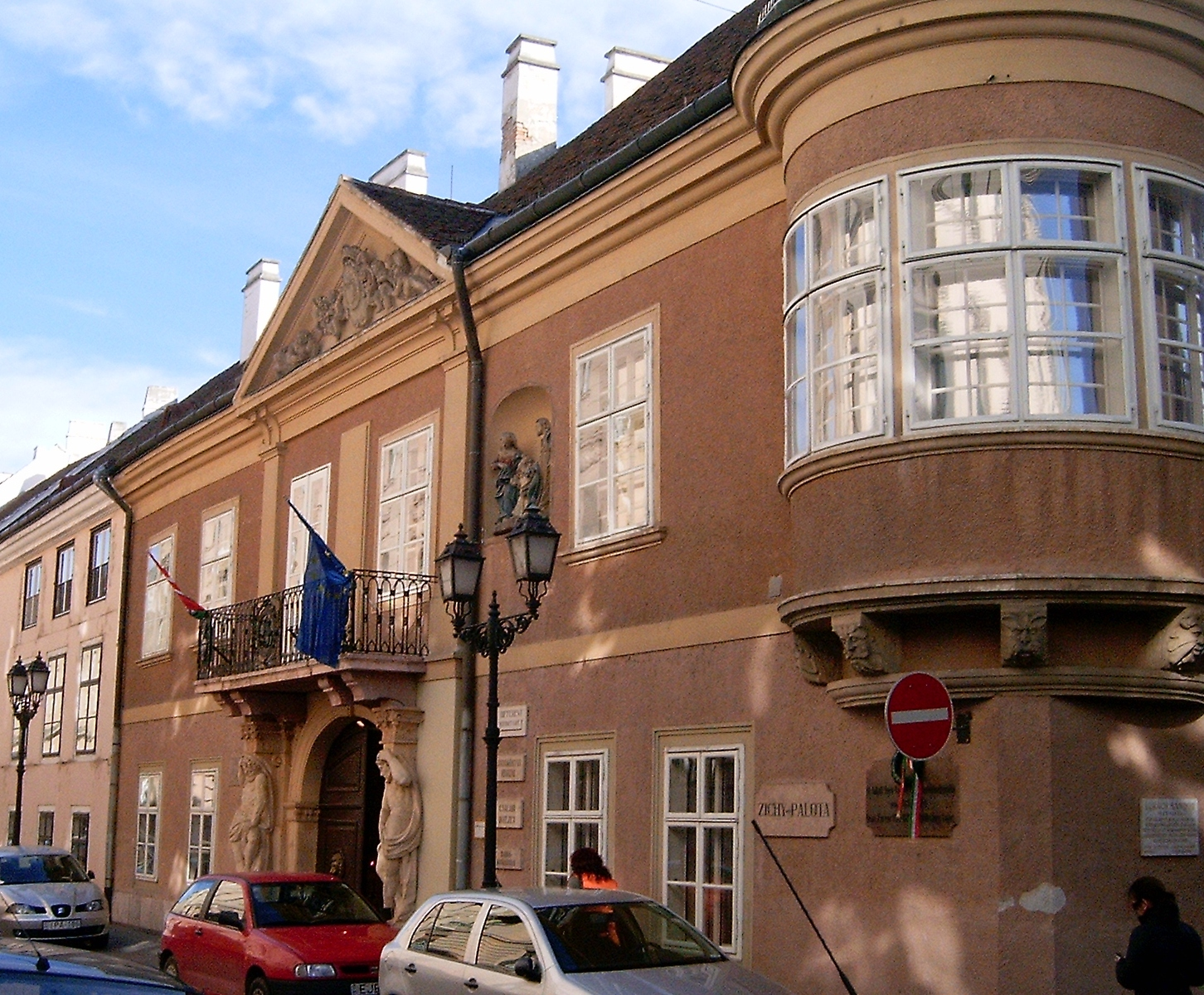
A Zichy-palota

Győr egyik legbecsesebb műemléke ez a barokk palota. Az épület több XVII. Századi ház helyére épült, 1632-től kezdődően a Zichy család vásárolta össze a házakat, s 1720-ra Franz Millerrel felépíttette a mai egyemeletes barokk épületet. Kelet felől kétemeletes szárny csatlakozik hozzá, ennek udvari csak udvari falazata és udvar felőli földszinti árkádos része korabeli. Az épület sarkán XVII. Századból származó hengeres barokk zárterkély található, belül korai barokk falfestménnyel. A homlokzat legfőbb dísze a kőkeretes barokk kapu, két oldalán egy-egy atlaszszoborral. A kapu felett nyitott erkély látható szép klasszicista ráccsal, 1811-ben készült. A timpanonban barokk kőcímerputtókkal, az erkélytől jobbra, fülkében a Szent Család látható. A ház kapuján belépve nagyméretű, széles, fiókboltozatos mennyezetű kapualjba jutunk. Balról a külső kapuhoz hasonlóan a lépcsőház is díszes bejárattal rendelkezik. A vasrácsos ajtókkal ellátott, gazdag faragású, címerrel díszített kapuívet két atlasz tartja. A kapualj udvar felőli része az épület nyugati, XVII. századi árkádsoros szárnyához tartozik. A Zichy-palotában élt tankerületi főigazgató korában Fejér György történetíró, később győri joghallgató korában Deák Ferenc és Batthyány Lajos.
Lakóház (Liszt Ferenc utca 22.)

A XVII. századi eredetű, mai formájában XVIII. századi épület egyszerű barokk homlokzatán kőkeretes kapubejárat van, kihasadó ívén zárterkéllyel. 

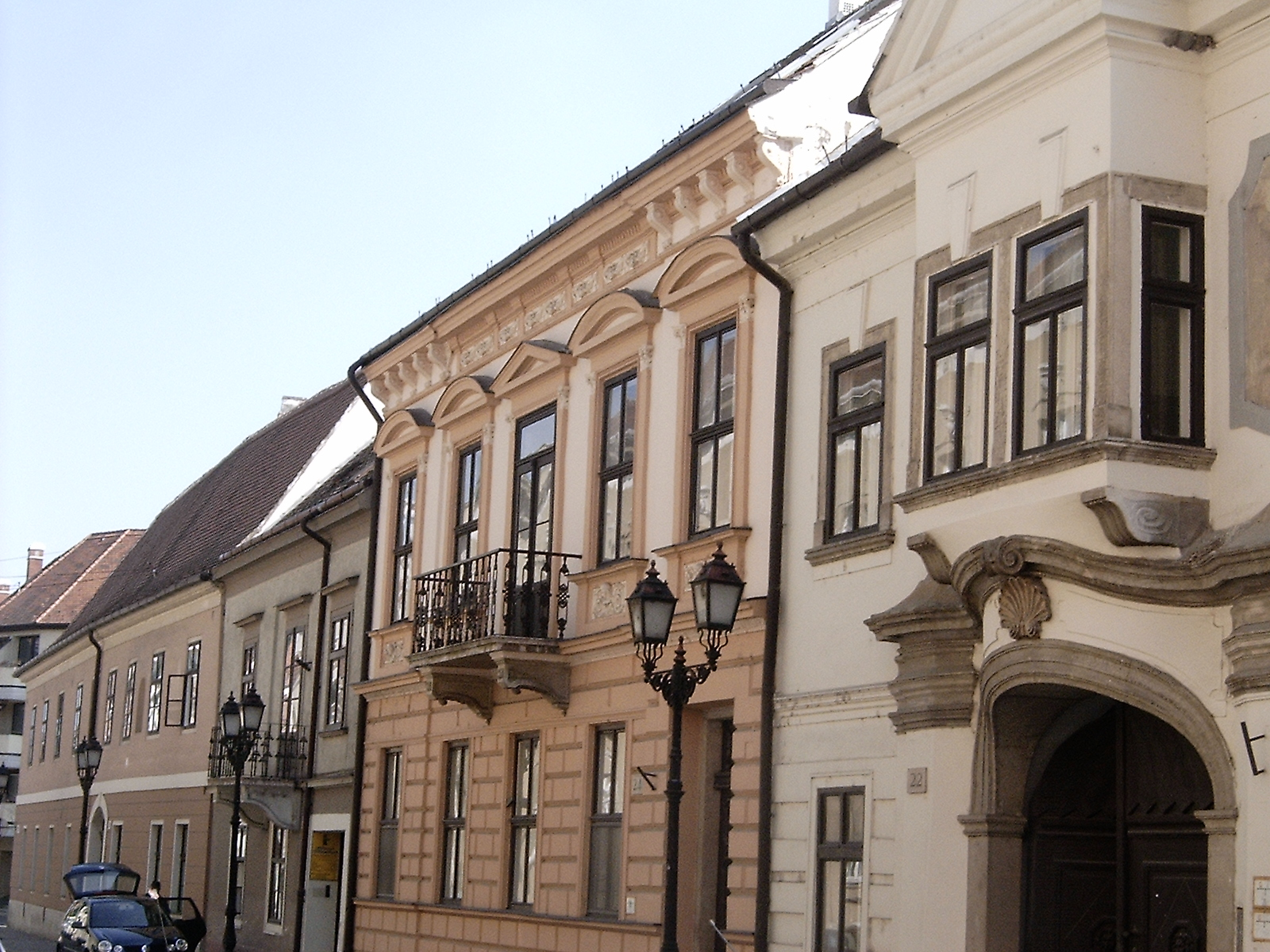
Liszt Ferenc utcai részlet

A kapu falpillérei közt lévő freskók, a csehsüveg-boltozatos kapualj, és a függőfolyosós udvar is figyelemre méltó.
Egykori Jogakadémia (Liszt Ferenc utca 17.)
Az épület 1860-ban épült romantikus stílusban. A XX. század során itt működött a Zrínyi Ilona Gimnázium. Jelenleg a Nyugat-Magyarországi Egyetem Apáczai Csere János Karának 2-es számú oktatási épülete.
Lakóház (Liszt Ferenc utca 19.)
A kicsi egyemeletes barokk lakóház fő dísze szép zárterkélye.
A Széchenyi István Egyetem Apáczai Csere János Kara
(volt Apáczai Csere János Tanítóképző Főiskola, Liszt Ferenc utca 42.)

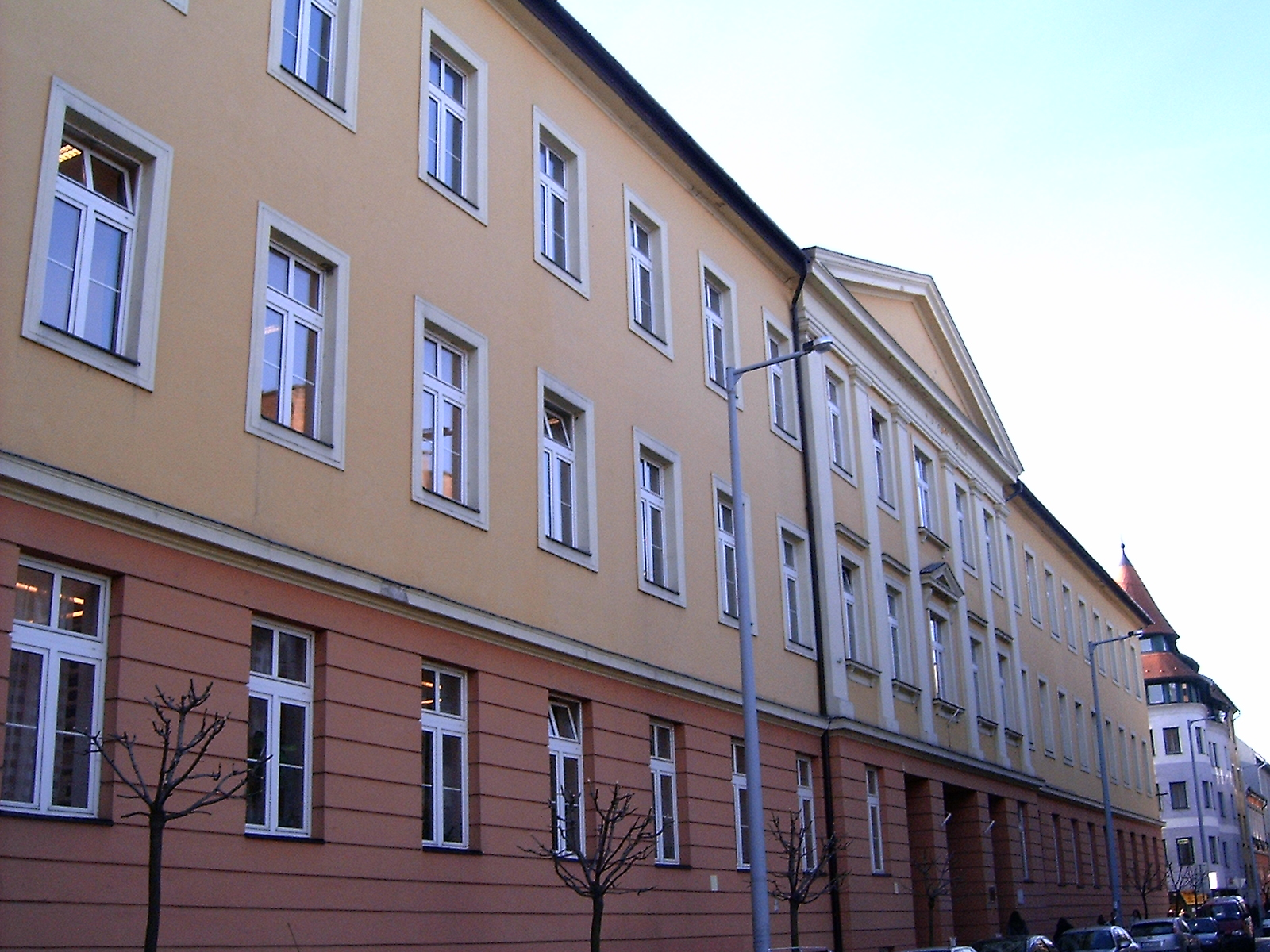
A Nyugat-Magyarországi Egyetem Apáczai Kara

A kar monumentális központi épülete a 19. század második felében, a historizmus reprezentatív stílusában épült.
Az utca a Széchenyi hídnál ér véget, a híd túlsó oldalán a 2006 novemberében megnyílt Árkád bevásárlóközpont található.